# Henry Speight
Henry Speight (nacido en Suva el 24 de marzo de 1988) es un jugador de rugby australiano de origen fiyiano, que juega de wing para la selección de rugby de Australia y, actualmente (2015) para los Brumbies en el Super Rugby.
El primer contacto de Speight con el rugby profesional lo tuvo en su año final en la escuela en Nueva Zelanda, cuando representando a la Hamilton Boys High School fue escogido por Waikato haciendo su debut contra los Bay of Plenty en 2008. Speight representó a la provincia durante cuatro temporadas. No elegible para los New Zealand Schoolboys, Speight representó a su Fiyi nativa en ese mismo año en el Campeonato Mundial de Rugby Juvenil ese mismo año, que se celebró en Belfast.
Speight hizo su debut con los Brumbies durante la temporada de Super Rugby 2011 contra los Chiefs en Canberra. Considerado por muchos como el mejor ala de Australia era probable que se le llamara para algún test cuando fuera elegible para la selección nacional, el 11 de septiembre de 2014. Su primer test match con la selección australiana tuvo lugar contra Irlanda en Lansdowne Road, el 22 de noviembre de 2014.
Es hijo del político fiyiano Samisoni Tikoinasau y nieto del anterior presidente fiyiano, Ratu Josefa Iloilo.
En la aplastante victoria 65-3 frente a Uruguay, Speigh anotó uno de los once ensayos de su equipo.